# Helen Dean King
Pour les articles homonymes, voir King.
Helen Dean King (27 septembre 1869 - 7 mars 1955) est une biologiste américaine. 

## Biographie
Née à Owego, dans l’État de New York, elle est diplômée du Vassar College en 1892 et, en 1899, elle obtient son doctorat en philosophie du collège Bryn Mawr, où elle est assistante étudiante en biologie de 1897 à 1904. Elle enseigne la physiologie à la Miss Baldwin's School, dans la ville de Bryn Mawr, de 1899 à 1907, est chargée de recherche à l'université de Pennsylvanie de 1906 à 1908, assistante en anatomie en 1908-1909 et associée après 1909 à l'Institut Wistar. Elle a également été assistante à Woods Hole, dans le Massachusetts. Ses recherches ont largement porté sur les problèmes de détermination du sexe. Elle est vice-présidente de la Société pour la biologie intégrative et comparative (Société américaine des zoologues) en 1937 ; elle est aussi rédactrice en chef adjointe du Journal of Morphology and Physiology de 1924 à 1927, et rédactrice en chef du service de bibliographie de l'Institut Wistar de 1922 à 1935,. Helen Dean King a participé à la reproduction du rat de laboratoire Wistar, une lignée de rats albinos génétiquement homogènes destinée à être utilisée dans la recherche biologique et médicale,,.

## Travaux

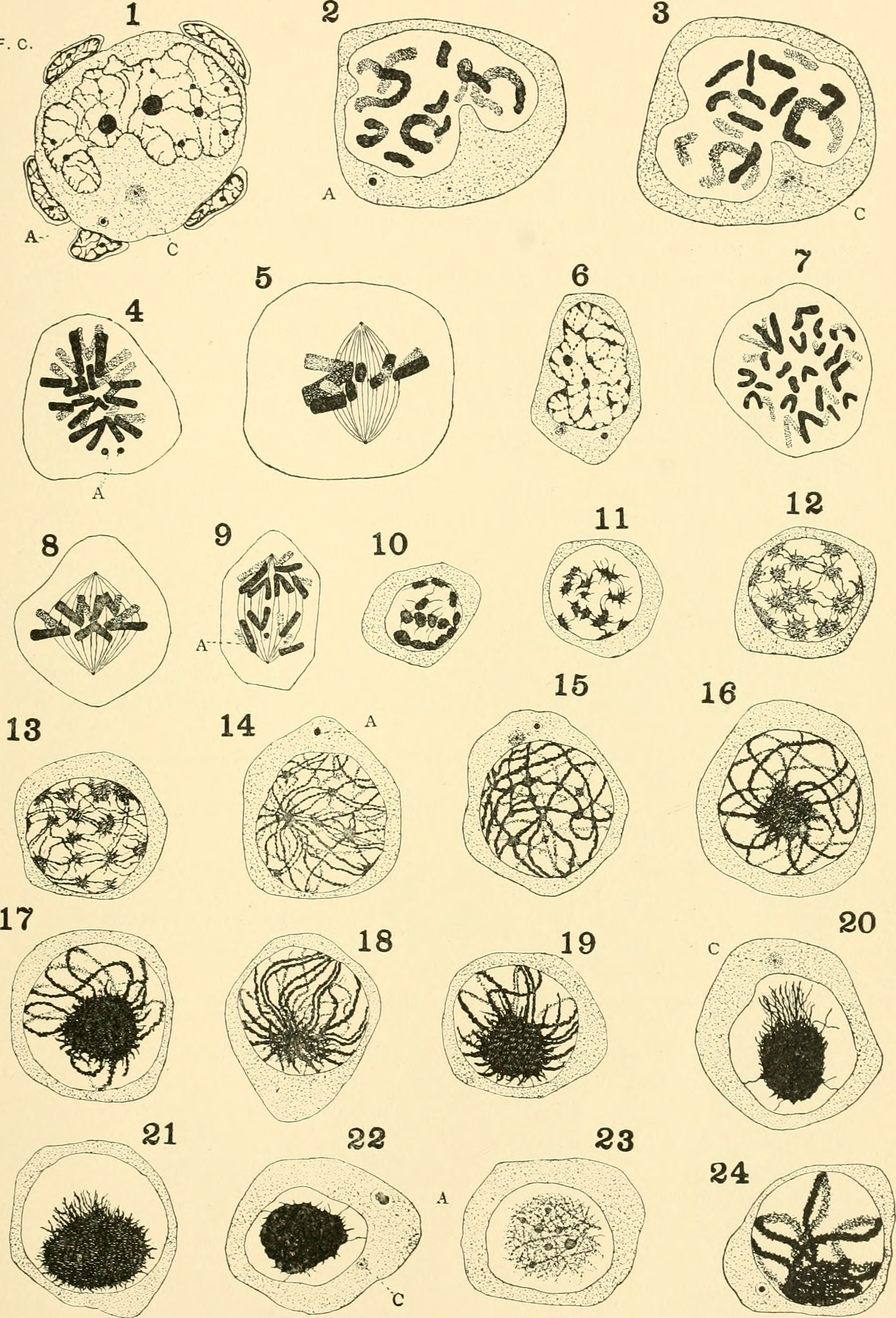
Helen Dean King, « La spermatogenèse du bufo lentiginosus », planche 1. Page extraite du American Journal of Anatomy, vol. VII, 1907-1908.

Les recherches scientifiques d'Helen Dean King ont, pour une grande part, porté sur la consanguinité ; elle s'est notamment intéressée à des problématiques humaines tout en utilisant pour cela des données issues d'expérimentations méticuleuses sur des rats de laboratoire. Elle a utilisé des rats quasiment homozygotes entre eux.
Elle a été une scientifique femme parmi une population de scientifiques majoritairement formée d'hommes ; ses travaux avec des rats presque homozygotes lui ont aussi permis de mieux s'insérer dans cette communauté et de pouvoir entrer dans certains lieux ou groupes autrement fermés aux femmes.